# Піскозуб Дарія Андріянівна
Да́рія Андрія́нівна Піскозу́б (нар. 6 червня 1997, Львів) — українська письменниця і блогерка, авторка книг у жанрі фентезі, постапокаліпсис, міське фентезі та космоопера.

## Біографія
Дарія Піскозуб народилась 6 червня 1997 року у м. Львів. У 2020 році закінчила Національний університет «Львівська політехніка» за спеціальністю «Комп'ютерні науки». З 2018 року працювала на позиції проєктної менеджерки в різноманітних ІТ-компаніях.

## Літературна творчість
У 2019 році дебютний роман Дарії Піскозуб, «Машина», став переможцем конкурсу фентезійних романів «Брама», а у 2020 році вийшов друком у «Віват». «Машина», перша книга фентезійної тетралогії, оповідає про суспільство після зникнення цивілізації у світі, де залишився штучний інтелект.
У 2023 вийшли друком ще три тексти авторки — роман «Гемма» (друга частина тетралогії «Машина»), а також оповідання у жанрі космоопери «Земля обітована» у збірці «Хроніки незвіданих земель» видавництва «Жорж» і міське фентезі «Залізоноса» — у збірці фантастичних ретелінгів видавництва «Ранок» «Легендарій дивних міст».

## Блогерська діяльність і публіцистика
У 2021 році разом з іншими українськими письменницями-фантастками — Наталією Довгопол, Наталією Матолінець, Іриною Грабовською та Світланою Тараторіною — створила Youtube-канал «Фантастичні talk(s)», метою якого є промоція літератури, авторів та подій фантастичного жанру. Під час інтерв'ю з іноземними письменниками-фантастами Дарія виконує роль інтерв'юверки та перекладачки.
Навесні 2022 року у відповідь на повномасштабне вторгнення Росії в Україну об'єднання організувало серію благодійних лекцій «Історія української фантастики» про зародження жанру в Україні.
У листопаді 2022 року вийшла стаття Дарії Піскозуб у американському журналі Locus про десятьох авторів сучасної української фантастики, про яких не чула західна аудиторія.
У 2023 році у складі «Фантастичних talk(s)» отримала нагороду від Європейського конвенту наукової фантастики у номінації «Найкраща публікація в Інтернеті» за цикл лекцій «Історія української фантастики».
Також авторка веде блоги на Facebook, Instagram, TikTok.

## Нагороди
- 2019 — переможниця конкурсу фентезійних романів «Брама»[12].
- 2023 — нагорода від Європейського конвенту наукової фантастики у номінації «Найкраща публікація в Інтернеті» за цикл лекцій «Історія української фантастики» (у складі YouTube-проєкту «Фантастичні talk(s)»)[13]

### Романи
- Дарія Піскозуб. Машина. — Харків : «Віват», 2020. — Т. 1. — 464 с. — («Художня література») — ISBN 978-966-982-119-5.
- Дарія Піскозуб. Гемма. — Харків : «Віват», 2023. — Т. 2. — 656 с. — («Художня література») — ISBN 978-966-982-342-7.

### Оповідання
- Ірина Грабовська, Світлана Тараторіна, Наталія Довгопол, Наталія Матолінець, Дарія Піскозуб. Земля обітована // Хроніки незвіданих земель. — Харків : Жорж, 2022. — 368 с. — (Фантастичні talk(s) представляють) — ISBN 978-617-80-2332-4.
- Залізноноса // Легендарій дивних міст. — Харків : Ранок (видавництво, Харків), 2023. — 336 с. — ISBN 978-617-098-105-9.